# Diecezja Hamilton
Diecezja Hamilton – diecezja rzymskokatolicka w Kanadzie. Została erygowana w 1856.

## Biskupi ordynariusze
- John Farrell, 1856–1873
- Peter Francis Crinnon, 1874–1882
- James Joseph Carbery OP, 1883–1887
- Thomas Joseph Dowling, 1889–1924
- John Thomas McNally, 1924–1937
- Joseph Francis Ryan, 1937–1973
- Paul Francis Reding, 1973–1983
- Anthony Frederick Tonnos, 1984–2010
- Douglas Crosby OMI, od 2010